# Josef von Škoda

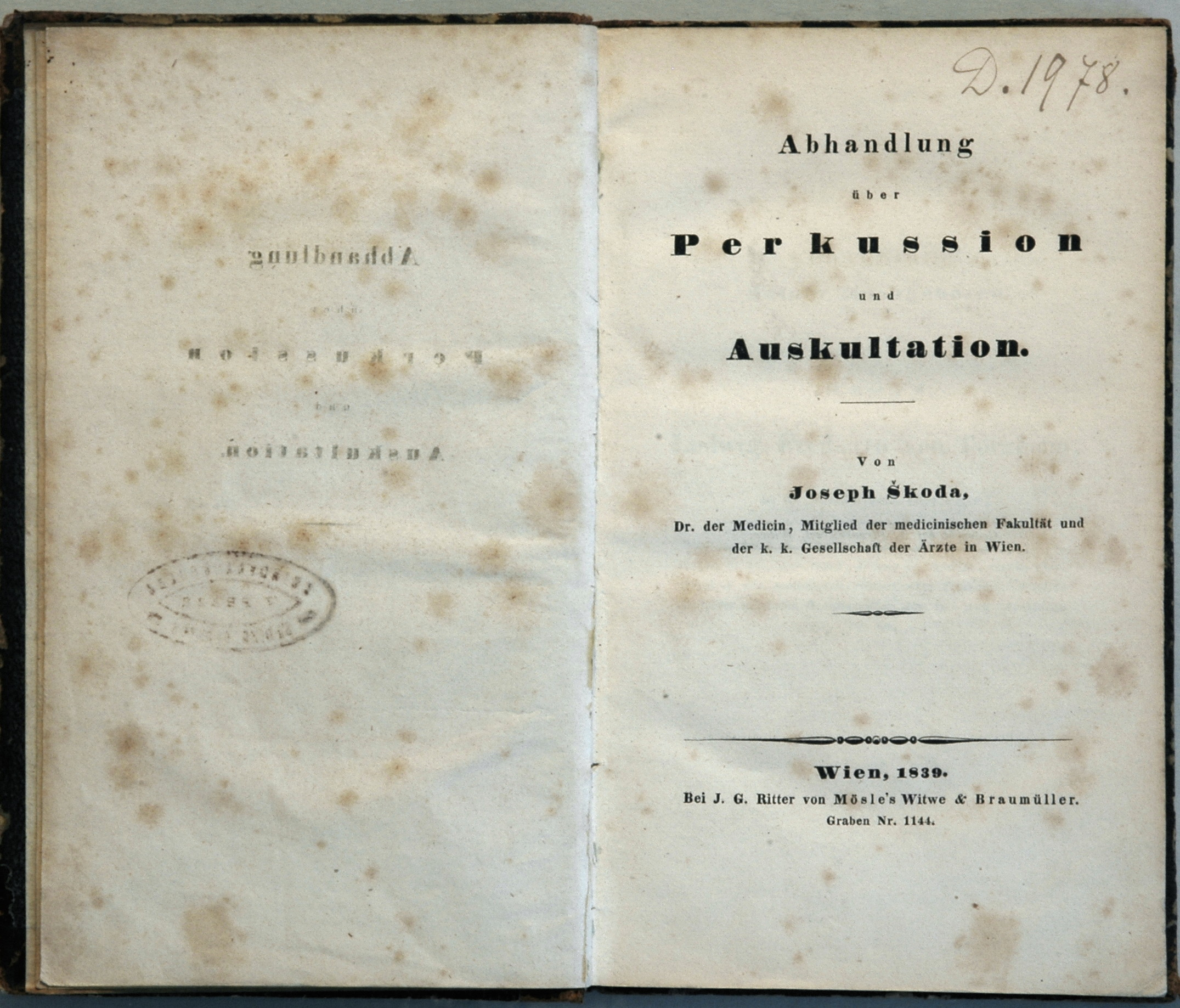
Az első nyomtatásban megjelent könyve, 1839

Josef Škoda (Joseph Skoda, Joseph von Škoda) (Pilsen, 1805. december 10. – Bécs, 1881. június 13.) cseh származású osztrák orvos, klinikai belgyógyász.

## Élete
Škoda egy lakatos második fiaként született. 1825-től Franz bátyjával együtt orvostanhallgató volt a Bécsi Egyetemen. Matematika-fizika előadásokra is járt, majd 1831-ben az orvosi karon doktorált.
Továbbfejlesztette a(z orvosi) kopogtatás és hallgatózás módszerét, és feltárta azok fizikai alapjait.
1846-ban a Bécsi Egyetem orvosi karának patológiaprofesszora lett.
Az ún. Fiatal vagy Második Bécsi Orvosi Iskola megalapításával az ő, Karl von Rokitansky anatómiaprofesszor, valamint a bőrgyógyász Ferdinand von Hebra nevéhez fűződik a paradigmaváltás, amely a filozófiaorientált gyógyászat helyett a modern, tudományorientált gyógyítást vezette be. A gyógymódok specializációjával, fejlesztésével összefüggő új tudományág a „Bécsi orvosokat” világhírűvé tette.
Škoda kifinomult kutatási módszerei révén megváltozott a betegségek megértése; az 1800-as évek közepén még mindig fennálló ontológiai felfogástól az egyes betegségfolyamatok tudományos megismeréséig fejlődve.
1856-ban a Leopoldina Német Természettudományos Akadémia felvette tagjai sorába.
Emil Škoda gyáriparos nagybátyja volt.

## Írásai
- Über Pericarditis in pathologisch-anatomischer und diagnostischer Hinsicht. (mit Jakob Kolletschka). Medicinische Jahrbücher des kaiserlich-königlichen österreichischen Staates, 1834
- Über die Perkussion. Medicinische Jahrbücher des kaiserlich-königlichen österreichischen Staates, Wien, 1836, 20: 453-473. (Neue Serie, Band 9)
- Über den Herzstoss und die durch die Herzbewegungen verursachten Töne und über die Anwendung der Perkussion bei Untersuchung der Organe des Unterleibes. Medicinische Jahrbücher des kaiserlich-königlichen österreichischen Staates, Wien, 1837, 22: 227–266. (Neue Serie, Bände 13 und 14
- Anwendung der Perkussion bei Untersuchung der Organe des Unterleibes. (mit A. Dobler). Medicinische Jahrbücher des kaiserlich-königlichen österreichischen Staates, Wien, 1838, 24: 5–46.
- Abhandlung über Perkussion und Auskultation. Wien 1839. Untersuchungsmethode zur Bestimmung des Zustandes des Herzens. Medicinische Jahrbücher des kaiserlich-königlichen österreichischen Staates, 1839, 27: 528–559.
- Über Abdominaltyphus und dessen Behandlung mit Alumen crudum. Medicinische Jahrbücher des kaiserlich-königlichen österreichischen Staates, volume 15, 1838.
- Untersuchungsmethode zur Bestimmung des Zustandes des Herzens. Medicinische Jahrbücher des kaiserlich-königlichen österreichischen Staates, volume 18, 1939.
- Über Pericarditis in pathologischer und diagnostischer Beziehung. (mit Jakob Kolletschka). Medicinische Jahrbücher des kaiserlich-königlichen österreichischen Staates, 1839, 28: 55–74, 227–272, 397–433.
- Über Piorrys Semiotik und Diagnostik. Medicinische Jahrbücher des kaiserlich-königlichen österreichischen Staates, Band 18, 1839.
- Über die Diagnose der Herzklappenfehler. Medicinische Jahrbücher des kaiserlich-königlichen österreichischen Staates. Neue Serie, Band 21, 1840.
- Abhandlung über Perkussion und Auskultation. Wien, J. G. Ritter von Mösle Witwe & Braunmüller, 1839; 6. Auflage, 1864.
- Über die Pleura- und Herzbeutelergüsse. (mit Franz Schuh). Medicinische Jahrbücher des kaiserlich-königlichen österreichischen Staates, 1842.
- Erscheinungen, aus denen sich die Verwachsung des Herzens mit dem Herzbeutel am lebenden Menschen erkennen lässt. Reprint of the Royal Academy of Sciences (mathematics-natural history class) session, November 1851.
- Fälle von Lungenbrand behandelt und geheilt durch einathmen von Terpentinöldampfen. Zeitschrift der Gesellschaft der Aerzte in Wien, 1853, 9: 445–447.
- Über die Funktion der Vorkammern des Herzens und über den Einfluss der Kontraktionskraft der Lunge und der Respirationsbewegungen auf die Blutzirkulation. Zeitschrift der Gesellschaft der Aerzte in Wien, 1853, 9: 193–213.

## Kitüntetései
- 1848-ban az Osztrák Tudományos Akadémia felvette tagjai sorába
- 1861-ben birodalmi tanácsosi kinevezést kapott
- Az Orvosok Bécsben Társaság tiszteletbeli elnöke lett
- 1881-ben a bécsi Josefstadt (8. kerület) egyik utcája felvette az orvos nevét (Skodagasse)

## Külső hivatkozások
- Életrajza a whonamedit.com-on (angolul)

## Fordítás
Ez a szócikk részben vagy egészben  a   Josef von Škoda című német Wikipédia-szócikk ezen változatának fordításán alapul.  Az eredeti cikk szerkesztőit annak laptörténete sorolja fel. Ez a jelzés csupán a megfogalmazás eredetét és a szerzői jogokat jelzi, nem szolgál a cikkben szereplő információk forrásmegjelöléseként.